# 徳光一輝
徳光 一輝（とくみつ いっき、1970年 - ）は、岡山県出身の産経新聞東京本社社会部記者。

## 経歴
1995年、早稲田大学卒業、産経新聞社入社。横浜総局を経て、2001年、東京社会部で警視庁などを担当。2005年、大阪社会部。デスクの皆川豪志らと『「死」の教科書』をまとめた。2008年から再び東京社会部。産経新聞のブログサイト「イザ！」で記者ブログも開設、カトリック吉祥寺教会の後藤文雄神父とカンボジア難民の子供14人との交流について書き連ねている。

## 著書
- 「『死』の教科書～なぜ人を殺してはいけないか～」（扶桑社新書）
- 「もう一つの日本 失われた「心」を探して」（皆川豪志と共著、ソフトバンク新書）